# Томирида
Томирида је била масагетска краљица позната по победи над персијским царем Киром Великим. 

## Биографија
О масагетској краљици писало је више античких историчара. Томиридино племе живело је на граници са тек основаним Персијским царством. Цар Кир Велики запросио је Томириду настојећи да мирним путем припоји државу Масагета своме царству. Наслутивши да велики освајач жели да је ожени само из политичких разлога, Томирида га је одбила. Кир није одустајао од намере да државу Масагета освоји лукавством. Позвао је непријатеље на гозбу где их је послужио вином. Масагети, који до тада нису никада видели то пиће, брзо су се опили. Персијски војници су, потом, лако заробили непријатеље међу којима је био и Томиридин син Спаргапис. Сутрадан је младић замолио Персијанце да му одреше удове. Сместа је починио самоубиство. Томирида је, сазнавши за синовљеву смрт, покренула све снаге на Персијанце. Херодот пише да је битка која је уследила била највећа битка међу древним народима. Кир Велики, освајач Медије, Лидије и Вавилона, доживео је пораз од Томиридиних Масагета. У бици је и погинуо. Томирида му је одсекла главу и убацила је у посуду пуну крви. Чувала је главу до краја живота и пила из посуде у којој је глава стајала.